# 坡贡镇
坡贡镇，是中华人民共和国贵州省安顺市关岭布依族苗族自治县下辖的一个乡镇级行政单位。

## 行政区划
坡贡镇下辖以下地区：
社区、坡贡村、上坡贡村、坡头村、尧上村、大田坝村、阿池村、坪寨村、木趟村、新寨村、哪亮村、五里村、石莲村和凡化村。